# Maszewo Duże
Maszewo Duże (prononciation : [maˈʂɛvɔ ˈduʐɛ]) est un village polonais de la gmina de Stara Biała dans le powiat de Płock de la voïvodie de Mazovie dans le centre-est de la Pologne.
Il se situe à environ 6 kilomètres à l'ouest de Płock (siège du powiat) et à 102 kilomètres à l'ouest de Varsovie (capitale de la Pologne).
Le village compte approximativement une population de 1 400 habitants.

## Histoire
De 1975 à 1998, le village appartenait administrativement à la voïvodie de Płock.